# 库里亚大会
库里亚大会或区会议 （拉丁语：comitia curiata）为古代罗马王政时期重要的管理机构。早期，罗马人根据氏族分为30个库里亚，该群体被称为“罗马人民”。其职责包括选举高级公职人员，宣布战争，通过或否决新法案，裁定死刑案件。通过决议时，各库里亚有1票表决权。
后来，森都利亚大会取代了以血缘关系为基础的库里亚大会，库里亚大会则逐渐丧失政治地位，后名存实亡。